# Trường Đại học Đại Nam
Trường Đại học Đại Nam là một cơ sở đào tạo đa ngành tại Việt Nam.

## Lịch sử hình thành
Trường Đại học Đại Nam được thành lập tại Hà Nội và hoạt động theo Quy chế trường đại học tư thục theo Quyết định số 1535/QĐ-TTg ngày 14 tháng 11 năm 2007 của Thủ tướng Chính phủ.
Ban đầu trường có 8 khoa đào tạo bao gồm các chuyên ngành như: Tài chính, Ngân hàng, Kế toán, Quản trị kinh doanh, Công nghệ thông tin, Xây dựng, Tiếng Anh, Tiếng Trung, Quan hệ công chúng và truyền thông. Từ năm 2013 đến 2019, trường lần lượt mở thêm các ngành Dược học, Luật kinh tế, Quản trị dịch vụ du lịch và lữ hành, Đông phương học (chuyên ngành Nhật Bản học).
Ngày 20 tháng 11 năm 2019, trường tổ chức kỷ niệm ngày thành lập trường và nhận chứng nhận Giấy Chứng nhận kiểm định chất lượng cơ sở giáo dục và trở thành trường đại học thứ 8 được công nhận theo bộ tiêu chuẩn đánh giá mới của Bộ Giáo dục và Đào tạo.
Ngày 22 ngày 5 năm 2020, Trường chính thức được Bộ Giáo dục và Đào tạo cho phép Trường đại học Đại Nam đào tạo ngành Ngôn ngữ Hàn Quốc trình độ đại học. Khoa có liên kết hợp tác với Hiệp hội các doanh nghiệp vừa và nhỏ Hàn Quốc, Hiệp hội Doanh nhân và Đầu tư Việt Nam - Hàn Quốc, Các công ty Hàn Quốc tại Việt Nam như: Công ty LG Electronics Việt Nam, Công ty Delta E&C Việt Nam; Công ty Heesung Việt Nam; Công ty Miso INC Korea,...
Năm 2021, trường mở thêm ngành Truyền thông đa phương tiện (TS Trần Bảo Khánh - Nguyên hiệu trưởng trường Cao đẳng Truyền Hình làm trưởng khoa và PGS.TS Nguyễn Thanh Huyền cố vấn chuyên môn), Công nghệ kỹ thuật ô tô và Thương mại điện tử trình độ đại học.

## Sai phạm liên quan

### Xây dựng trái phép
- Năm 2015, trường tự ý xây dựng 12 dãy nhà ký túc xá sinh viên, 3 nhà ăn, căn tin dịch vụ, 01 nhà hoạt động phục vụ thể với chất diện tích 6.400m2 không đúng với thiết kế và quy hoạch. Nhà trường còn xây dựng khu thể thao gồm 02 sân bóng đá mini và 2 sân tenis trên phần đất có diện tích 30.000m2 không đúng với thiết kế và quy hoạch được cấp có thẩm quyền phê duyệt.[9][10] Thực tế mục đích xây dựng để đảm bảo cơ sở vật chất cho sinh viên theo học.
- Năm 2015, Trường ĐH Đại Nam còn chậm triển khai xây dựng các hạng mục công trình theo quy hoạch chi tiết xây dựng và thiết kế cơ sở đã được cấp có thẩm quyền phê duyệt của 17 hạng mục công trình với tổng diện tích sàn xây dựng 73.380m2 là thực hiện không đúng Điều 1, Giấy chứng nhận đầu tư điều chỉnh số 03121000183, chứng nhận thay đổi lần thứ nhất ngày 08/11/2010 của UBND TP.Hà Nội.[11][12] Các dự án trên bị chậm chủ yếu là do công tác giải phóng mặt bằng của địa phương còn quá chậm.

## Lãnh đạo trường qua các thời kỳ

### Hiện tại

#### Hội đồng quản trị
- Chủ tịch HĐQT: TS. Lê Đắc Sơn[13]
- Phó chủ tịch HĐQT: Đỗ Quân,[14][15] Lê Đình Đạo
- Ủy viên Hội đồng Quản trị: Đoàn Hồng Nam, Lê Đắc Lâm,[16][17] Nguyễn Ngọc Hiếu

#### Ban giám hiệu
- Hiệu trưởng: PGS.TS Đào Thị Thu Giang
- Hiệu phó: Cô Cao Thị Hòa, TS. Lê Thị Thanh Hương, PGS.TS Đỗ Anh Tài